# Cola mossambicensis
Cola mossambicensis är en malvaväxtart som beskrevs av Hiram Wild. Cola mossambicensis ingår i släktet Cola och familjen malvaväxter. Inga underarter finns listade i Catalogue of Life.

## Bildgalleri

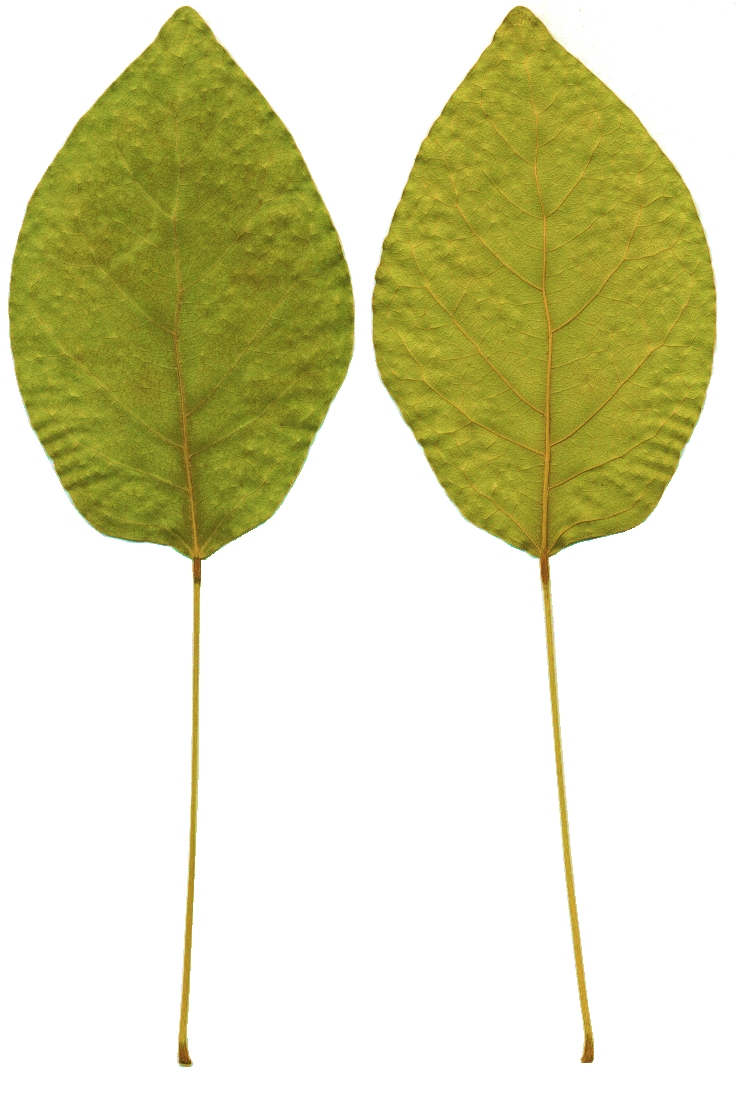